# Гельвиг
Гельвиг (нем. von Helwig) — эстляндский дворянский род.

## Происхождение и история рода
Родоначальник его Яков Гельвиг, уроженец бранденбургский, был епископом Ревельским (1677—1684), сын его Иоанн Андрей — суперинтендантом эстляндским († 1720), а внук Иван — русской службы бригадиром и во время Семилетней войны — комендантом в Кенигсберге.
- Гельвиг, Александр Яковлевич — Георгиевский кавалер; полковник; № 3704; 26 ноября 1823.
- Гельвиг, Альберт Францевич (1829—1885) — российский шахматист и шахматный журналист.
- Гельвиг, Амалия фон (1776—1831) — немецкая писательница.
- Гельвиг, Густав Карлович 2-й (1776—1855) — генерал-лейтенант, участник Наполеоновских войн.
- Гельвиг, Иван фон (ум. 1761) — бригадир, участник Семилетней войны.
- Гельвиг, Иоганн Кристиан Людвиг (1743—1831) — немецкий энтомолог[1].
- Гельвиг, Роман Иванович (1873—1920) — русский учёный-анатом, первый ректор Таврического университета.
- Гельвиг, Яков Евстафьевич фон — Георгиевский кавалер; майор; № 903 (477); 18 марта 1792.

## Описание герба
В поле, рассеченном золотом по красному с серебряным «облаком о трех выпуклостях», две серебряных алебарды, положенные в Андреевский крест, с короткими древками, переменных с полями цветов.
Щит увенчан дворянским коронованным шлемом. Нашлемник — два орлиных крыла, пересеченные косвенно красным по золоту в шахматы — правое в портупею, левое в перевязь. Намет красный с золотом.